# Kazimierz Michał Pac
Kazimierz Michał Pac (zm. 1719) – marszałek nadworny litewski w 1698 roku i w latach 1705/1706–1709, pisarz wielki litewski od 1683 do 1710, komandor komandorii poznańskiej zakonu maltańskiego w latach 1685–1719, komandor stołowicki w latach 1688-1719, starosta piński, szyrwincki, kanonik kapituły katedralnej poznańskiej w latach 1685-1719, poseł na sejmy.
Syn wojewody trockiego Hieronima Dominika i Anny Woyny. Dziad Kazimierza Michała, Piotr Pac (1570-1642) był podskarbim nadwornym litewskim i wojewodą trockim.
Bracia Kazimierza Michała: Jan Kazimierz, chorąży nadworny litewski i Piotr Michał, wojewoda żmudzki.
Jesienią 1673 wysłano go w długą podróż za granicę zwiedził Niemcy, Włochy, Niderlandy i Francję, opanował dobrze języki niemiecki i włoski. Zapewne wiosną 1677 przybył na Maltę, został przyjęty do zakonu joannitów. Powrócił do kraju w 1680 występując już odtąd stale jako kawaler maltański. Delegowany przez króla Jana III Sobieskiego do ustalenia wspólnych działań Królestwa i Zakonu Maltańskiego. Poseł sejmiku kowieńskiego na sejm 1683 roku, poseł sejmiku żmudzkiego na sejm zwyczajny 1688 roku, poseł sejmiku inflanckiego na sejm nadzwyczajny 1688/1689 roku, poseł sejmiku grodzieńskiego na sejm nadzwyczajny 1693 roku. W 1683 otrzymał urząd pisarza wielkiego litewskiego. Na sejmie 1685 wyznaczono go do rewizji skarbu koronnego. Brał udział w sejmie 1688 w Grodnie jako poseł żmudzki oraz w sejmie warszawskim 1688 jako poseł inflancki. Na sejmie 1690 powołano go kolejny raz do rewizji skarbu koronnego. Od 1685 komandor poznański, stwołowicki 1688. Podpisał elekcję Augusta II. Na sejmie koronacyjnym 1697 podpisał potwierdzenie praw przez Augusta II. Był obecny jako poseł piński na sejmach pacyfikacyjnych 1698 i 1699. W styczniu 1702 roku podpisał akt pacyfikacji Wielkiego Księstwa Litewskiego. Na sejm 1701/1702 posłował z powiatu kowieńskiego, sejm zerwano i na nim ostatecznie zaciążyć miała odpowiedzialność za jego zerwanie. Marszałek nadworny litewski w latach 1708–1709, z nominacji Stanisława Leszczyńskiego oraz 1713. Był także starostą szyrwinckim i mejszagolskim. W marcu 1710 zrezygnował na rzecz Krzysztofa Konstantego Paca z pisarstwa litewskiego wycofując się z życia publicznego. W lipcu 1715 załatwiał swe sprawy w Trybunale Litewskim. Narzekając na podagrę zmarł w 1719, majątek zgodnie z ostatnią wolą, przejęli bratankowie Józef kasztelan żmudzki i Piotr starosta wilejski.